# Gnophos grumi
Gnophos grumi är en fjärilsart som beskrevs av Louis Beethoven Prout 1915. Gnophos grumi ingår i släktet Gnophos och familjen mätare. Inga underarter finns listade i Catalogue of Life.